# Kurt Leucht
Kurt Leucht (n. 31 martie 1903, Nürnberg, Imperiul German – d. 2 noiembrie 1974, Nürnberg, RFG) a fost un luptător ce a reprezentat Germania, medaliat olimpic. A participat la o ediție a Jocurilor Olimpice (1928) în care a câștigat o medalie de aur.

## Participări
Lista de mai jos prezintă principalele competiții la care a participat Kurt Leucht de-a lungul carierei.
- wrestling at the 1928 Summer Olympics – men's Greco-Roman bantamweight[*]